# Josep Rovira i Canals
Pour les articles homonymes, voir Rovira (homonymie) et Canals.
Josep Rovira i Canals, né à Rubí le 19 novembre 1902 et mort à Paris 14e le 14 février 1968, est un homme politique et militaire espagnol, dirigeant du Parti ouvrier d'unification Marxiste (POUM) et résistant en France pendant la Seconde Guerre mondiale. 

## Biographie
Issu d'une famille de classe ouvrière, il commence à travailler à l'âge de 13 ans en tant que maçon.
Il refuse la conscription lors de la Guerre du Rif, et s'exile en France où il rencontre Francesc Macià. Les deux hommes participent alors à la préparation du Complot de Prats de Molló, organisé en 1926 par le parti Estat Català. 
Une fois rentré en Catalogne, il évolue vers le socialisme révolutionnaire et adhère en janvier 1933 au Bloc Ouvrier et Paysan (BOC), dirigé par Joaquín Maurín. 
Il participe activement à la Révolution de 1934. 
En septembre 1935, le BOC fusionne avec la Gauche Communiste d'Espagne : c'est la naissance du Parti Ouvrier d'Unification Marxiste (POUM), dont Josep Rovira devient membre du Comité Exécutif. 

### Guerre d'Espagne
Le 18 juillet 1936, lors du soulèvement nationaliste, il organise la résistance à Barcelone, avec les milices de la CNT, la Garde d'Assaut et la Garde civile. Grâce à cette action commune, les insurgés nationalistes sont tenus en échec à Barcelone et les Républicains gardent la ville. 
Le 21 juillet 1936 est créé le Comité Central de Milices Antifascistes de Catalogne dans lequel Josep Rovira représente le POUM. En août, il part sur le front d'Aragon, où il prend le commandement des colonnes du parti qui luttent sur les fronts de Saragosse et de Huesca. 
Il entre ensuite dans l'Armée populaire de la République, avec le grade de commandant.
Le 16 juin 1937, une importante répression s'abat sur les militants du POUM. Son dirigeant Andreu Nin est exécuté. Alors qu'il doit participer à l'offensive d'Huesca, Josep Rovira reçoit l'ordre de Etat-major de l'Armée de l'Est de se présenter à la caserne générale de Barcelone : il est arrêté par la police. 
Il est finalement libéré grâce à l'intervention du ministre de la Défense Indalecio Prieto.
Le POUM se réorganise dans la clandestinité. En octobre 1938, Rovira est de nouveau arrêté et emprisonné, accusé d'avoir participé aux Journées de mai de 1937.  
En janvier 1939, les troupes franquistes arrivent à entrer à Barcelone. Un commando du POUM arrive à libérer in extremis Josep Rovira de la Prison Model de Barcelone. Il réussit à s'exiler en France avec ses camarades lors de la Retirada.
Dans son exil en France, il participe à la réorganisation du POUM et se charge de l'aide aux prisonniers pendant la Seconde Guerre mondiale, en organisant un réseau avec la Résistance française pour faire passer la frontière pyrénéenne à des prisonniers évadés, des résistants et des familles juives pourchassés par les nazis. Il est notamment aidé par la résistante Teresa Carbó.
Le 10 novembre 1944, il participe à Toulouse à la conférence générale du POUM dans l'exil, qui aboutit plus tard à la fondation du Mouvement Socialiste de Catalogne. 
Domicilié à Boulogne-Billancourt, il meurt à Paris en 1968. Sa dépouille sera transférée en Catalogne plusieurs années après.